# Marilyn Cochran
Marilyn E. Cochran (Burlington, 7 febbraio 1950) è un'ex sciatrice alpina statunitense, vincitrice di una medaglia iridata e di una Coppa del Mondo di slalom gigante.

## Biografia
Marilyn Cochran proviene da una famiglia originaria di Richmond di grandi tradizioni nello sci alpino: il padre Mickey, dopo aver allenato personalmente i quattro figli che sarebbero entrati nella nazionale statunitense - oltre a Marilyn, Barbara, Lindy e Bob -, nel 1974 sarebbe divenuto allenatore della stessa squadra nazionale. Anche la generazione successiva avrebbe fornito diversi elementi alla nazionale statunitense, come il figlio di Marilyn, Roger Brown, e quelli dei suoi fratelli Jessica Kelley, Tim Kelley, Robby Kelley, Jimmy Cochran e Ryan Cochran-Siegle.

### Stagioni 1968-1971
Sciatrice polivalente, la Cochran fece parte della nazionale statunitense dal 1968 al 1974 e ottenne il primo piazzamento internazionale di rilievo con il 9º posto nello slalom speciale di Coppa del Mondo disputato ad Aspen il 16 marzo 1968; nel massimo circuito internazionale ottenne il primo podio il 4 gennaio 1969 a Oberstaufen (3ª in slalom speciale) e in quella stessa stagione 1968-1969 si aggiudicò la Coppa del Mondo di slalom gigante con 4 punti di vantaggio su Michèle Jacot.
Ai Mondiali di Val Gardena 1970 vinse la medaglia di bronzo nella combinata e si classificò 9ª nella discesa libera, 6ª nello slalom gigante e 6ª nello slalom speciale; nella successiva stagione 1970-1971, il 13 febbraio, ottenne a Mont-Sainte-Anne in slalom speciale la prima vittoria in Coppa del Mondo e partecipò anche ai Campionati francesi 1971 disputati a La Plagne, dove si piazzò al primo posto nello slalom gigante, nello slalom speciale e nella combinata: tali successi, i primi di uno sciatore straniero ai Campionati francesi, valsero alla Cochran e alla sua famiglia un invito alla Casa Bianca da parte del presidente degli Stati Uniti d'America Richard Nixon.

### Stagioni 1972-1974
Agli XI Giochi olimpici invernali di Sapporo 1972, sua unica partecipazione olimpica, si classificò 28ª nella discesa libera, 20ª nello slalom gigante e non concluse lo slalom speciale. In Coppa del Mondo vinse la sua ultima gara il 15 marzo 1973 a Naeba in slalom gigante e salì per l'ultima volta sul podio il 7 dicembre successivo a Val-d'Isère: 3ª in slalom speciale, alle spalle della tedesca occidentale Christa Zechmeister e della liechtensteinese Hanni Wenzel. 
Ottenne l'ultimo piazzamento in Coppa del Mondo il 25 gennaio 1974 a Badgastein in slalom gigante (9ª) e ai successivi Mondiali di Sankt Moritz 1974 si classificò 20ª nella discesa libera, 8ª nello slalom gigante e non completò lo slalom speciale, suoi ultimi piazzamenti internazionali di rilievo.

## Palmarès

### Mondiali
- 1 medaglia:
  - 1 bronzo (combinata a Val Gardena 1970)

### Coppa del Mondo
- Miglior piazzamento in classifica generale: 8ª nel 1973
- Vincitrice della Coppa del Mondo di slalom gigante nel 1969
- 15 podi:
  - 3 vittorie (2 in slalom speciale, 1 in slalom gigante)
  - 6 secondi posti
  - 6 terzi posti

#### Coppa del Mondo - vittorie
| Data             | Località         | Paese    | Specialità |
| ---------------- | ---------------- | -------- | ---------- |
| 13 febbraio 1971 | Mont-Sainte-Anne | Canada   | SL         |
| 26 gennaio 1973  | Chamonix         | Francia  | SL         |
| 15 marzo 1973    | Naeba            | Giappone | GS         |

Legenda:

GS = slalom gigante

SL = slalom speciale

### Campionati statunitensi
- 4 ori (slalom gigante nel 1968; slalom speciale nel 1972; combinata nel 1973; slalom gigante nel 1974)[1][6][7]

## Riconoscimenti
- U.S. National Ski Hall of Fame (1978)[1]